# アウトバーン 1 (スイス)
アウトバーン 1（ドイツ語: Autobahn A1、フランス語: Autoroute A1、イタリア語: Autostrada A1）はスイスの高速道路。 

## 概要
スイス北東部のザンクト・マルガレーテン（ザンクト・ガレン州）から南西部のジュネーブを結ぶ、スイスの主な東西の軸となる路線である。全長383kmであり、本線の他にA1a、A1H、及びA1Lなどの支線を持つ。国道1号線とほとんど合致し、1986年までは「N1」と表記されていた。

## 歴史
1956年にスイスの交通網を充実させるべく、東西を結ぶ自動車道路の建設を求める国民発案が提出され、これがスイスにおける高速道路建設の発端となった。これにより1962年5月10日、グラウホルツにN1の最初の区間が開通した。約8kmあまりのこの区間は、ツォリコフェンにあった基幹道路のバイパスとして渋滞を緩和する効果があった。

1964年5月1日には、ローザンヌで開催されていたスイス博覧会に際して、ジュネーヴ-ローザンヌ間の60kmを結ぶ最初の長区間のN1が開通した。さらに1967年の5月10日にはオエンジンゲン-フンツェンシュヴィル間が完成し、さらにN1は延長していった。この時点ベルンからレンツブルクを結ぶその距離は84kmに達しており、スイス国内では最長の連続した高速道路になっていた。1967年8月16日には最初の休憩所がケリッケンにオープンした。当初人々は高速で運転することに慣れていなかったため、開通後のペンテコステ（キリスト教圏における初夏の祝祭日）には追突事故が多発した。またそのほかにもガソリン切れによって止まってしまった車もあり、警察は多くの人々を助けなければならなくなったという。

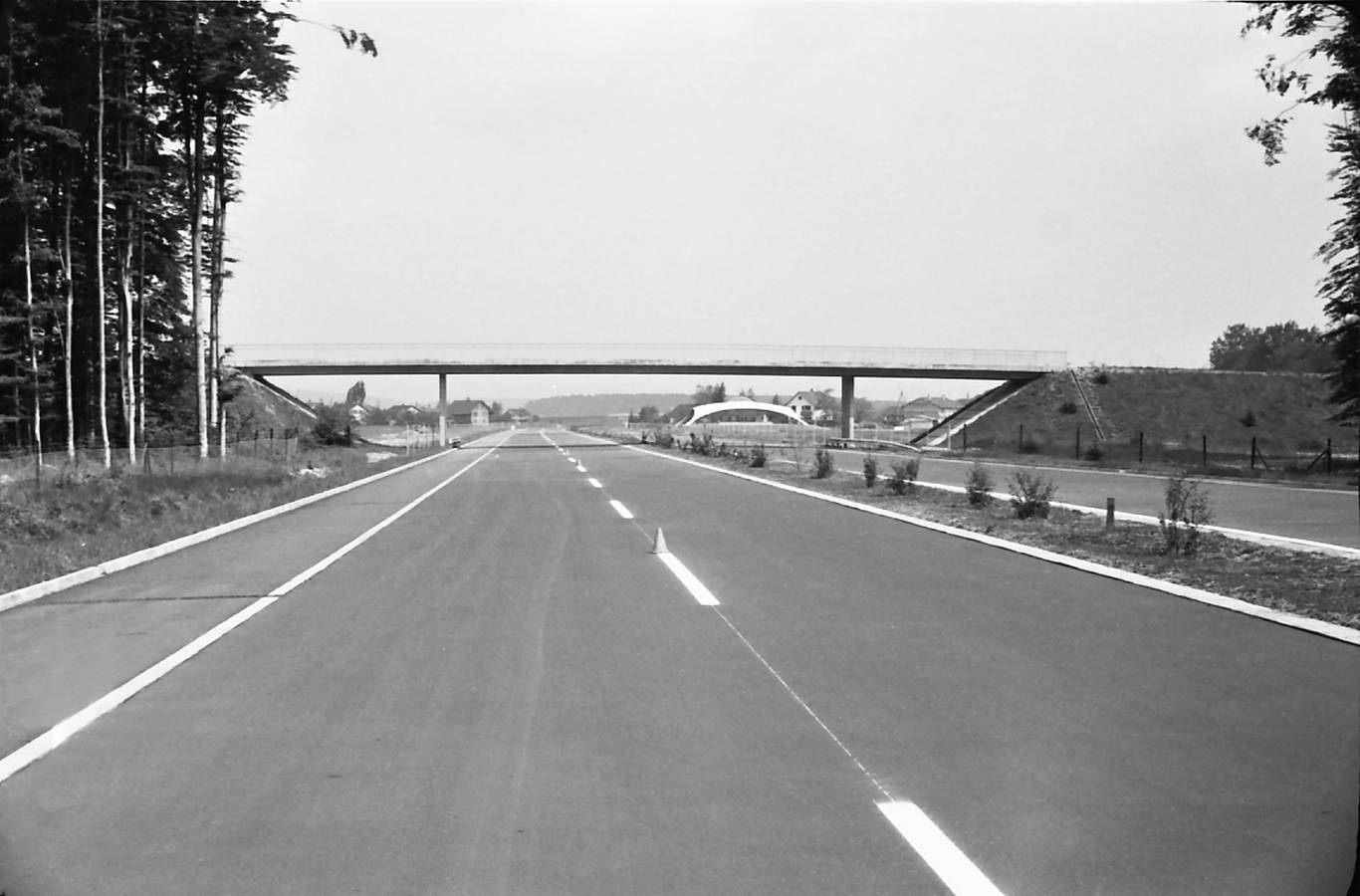
開通前のA1
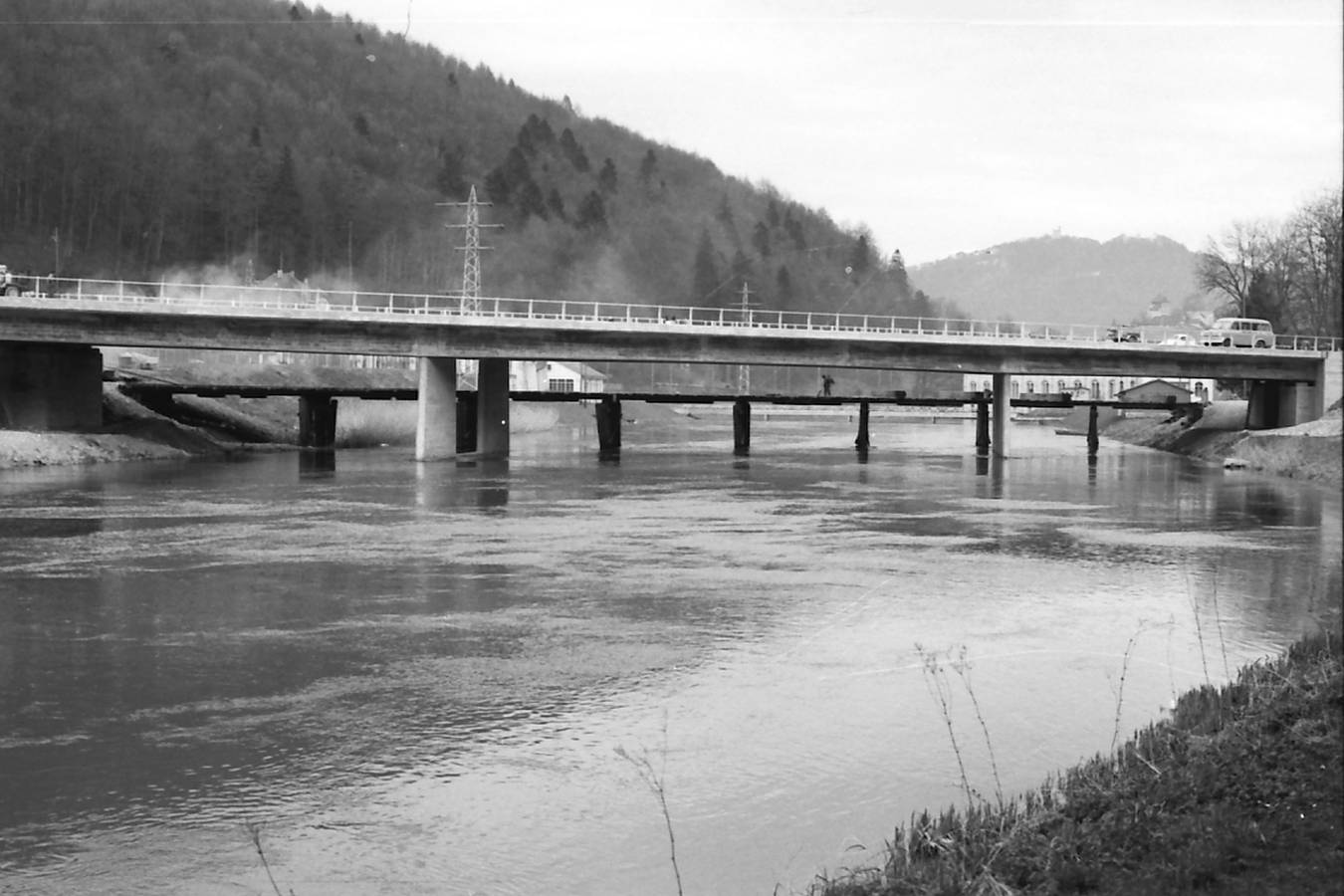
ロートリストの橋梁
建設中の様子（1967年）

1972年12月1日にはビューレンロスに休憩所が作られた。これはその当時では世界最大のブリッジ・レストランであり、全長140mの商業区画には16の店舗が並んでいた。その形から「Fressbalken」と称された。
1985年にチューリッヒの北部にバイパス道路が出来ると、チューリッヒの人口密集地域を高速道路によって東西に結ぶことができるようになった。当初の計画ではN1はチューリッヒ市街を通り抜けて作られる予定であったが、住民の反対によってこの計画は頓挫した。そのため、北のバイパスが完成するまでは一時的にハルトブリュッケ（チューリッヒ郊外の地区）を経由していた。なので、バイパスの建設によってチューリッヒの交通が改善されたのである。
1996年には「Nationalstrasse（国道）」の「N」から「Autobahn（高速道路）」の「A」へと頭文字が変更された。これはヨーロッパの他の例に倣った形である。
2001年4月5日、ムルテン-イヴェルドン区間が開通した。この区間は長らく周辺住民の強い反対によって建設が遅れていた区間であり、1990年4月にはその運動が最高潮に達していた。誘導路を通してミリテール・ド・ペイエルヌ飛行場の第五格納庫につながっており、必要に応じて離着陸のための代替滑走路として利用されることが想定されていた箇所であるが、実際は高速道路の建設以来このような用途で使用されたことはない。

2003年に3番目のベーレクトンネル（英語版）が建設されると、この地域の渋滞は比較的軽減されたものの（後述）、グブリストトンネル（英語版）は新たな渋滞多発地点にしては依然として古いキャパシティのままである。一方、2009年から2017年にはアーラウ＝西インターチェンジからビルアージャンクションの間の数箇所のインターチェンジが延長された。これによってこの地域の交通が緩和されることが期待されている。

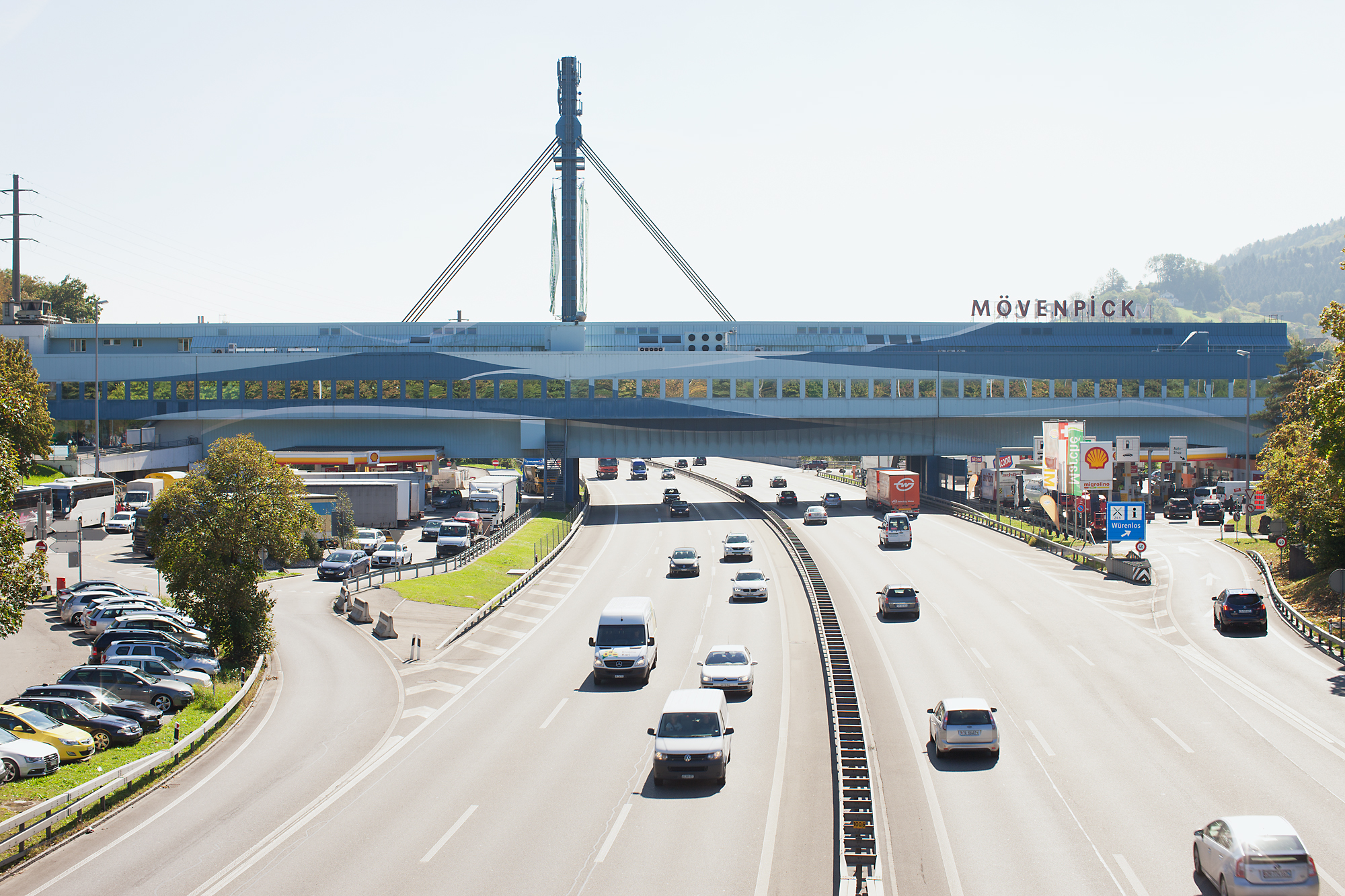
ビューレンロスのブリッジ・レストラン
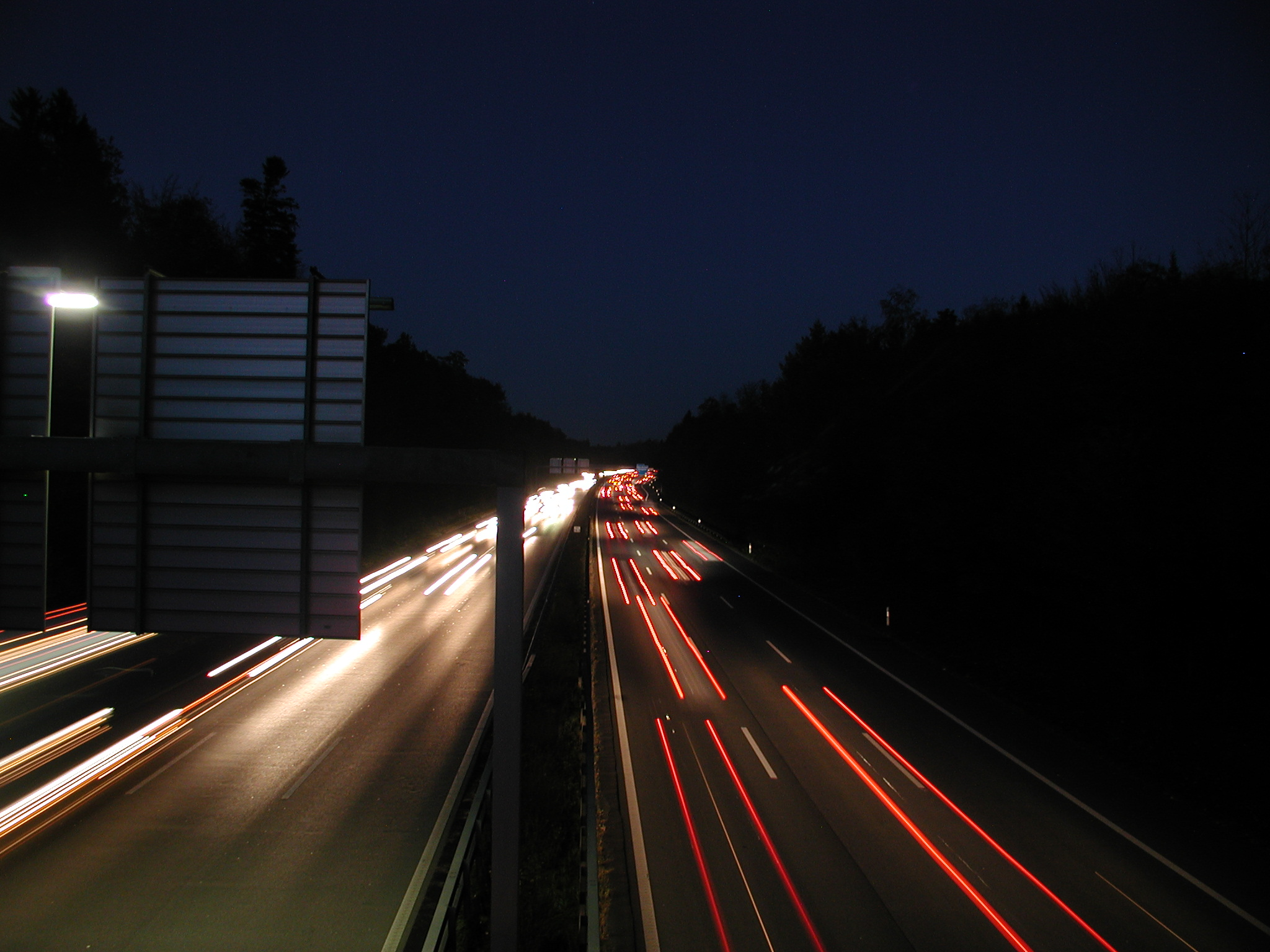
ベルン近辺の様子
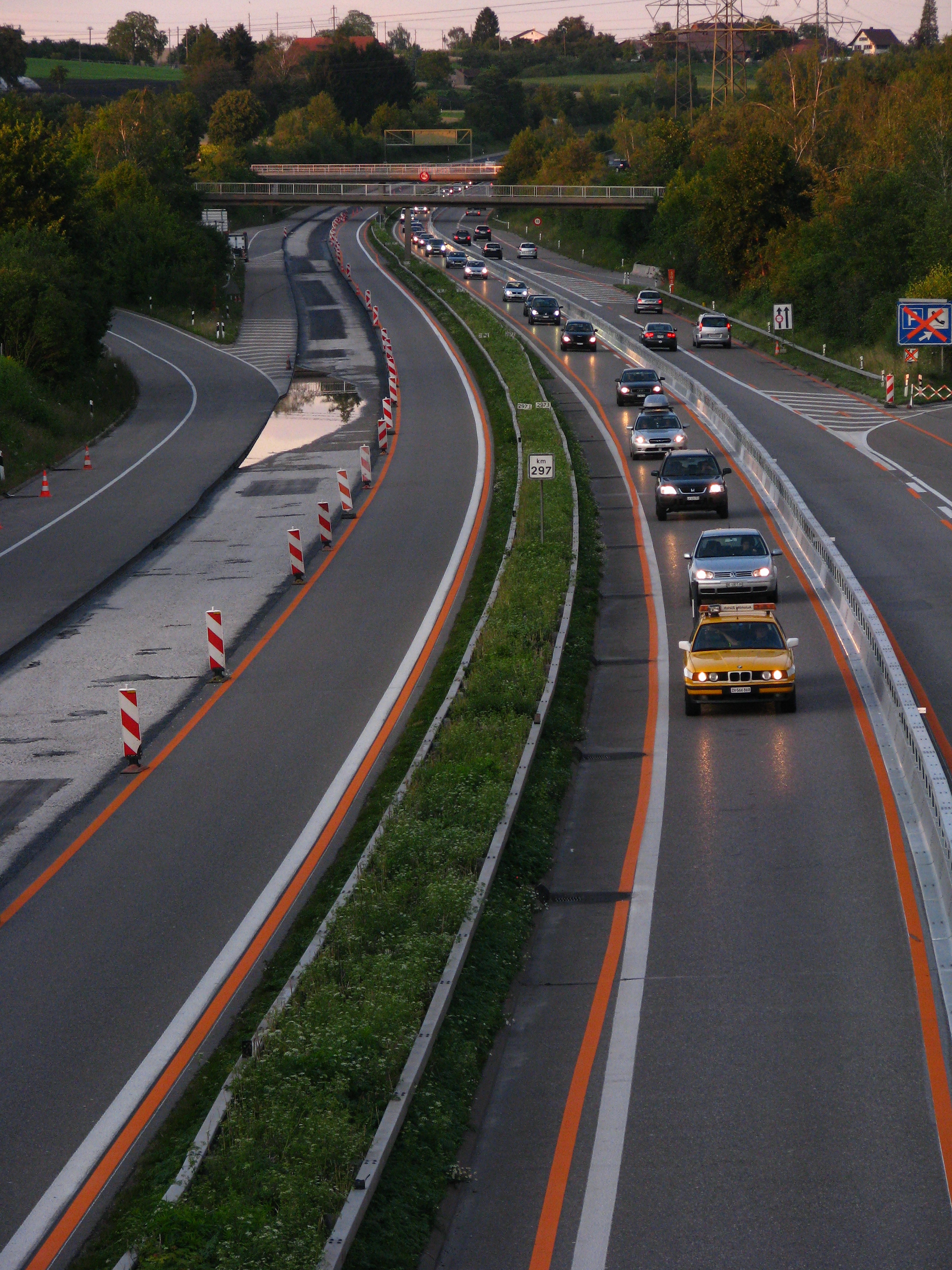
チューリッヒ-アフォルテンの区間

| 区間                                            | 開通年 | 距離（km） |
| ----------------------------------------------- | ------ | ---------- |
| ベルン＝ヴァンクドルフ - シェーンビュール       | 1962   | 8          |
| ジュネーヴ – ローザンヌ                         | 1964   | 60         |
| ライネック – ザンクト・マルグレーテン           | 1964   | 7          |
| シェーンビュール – クリークシュテッテン         | 1965   |            |
| クリークシュテッテン – オエンジンゲン           | 1966   |            |
| オエンジンゲン – レンツブルク                   | 1967   | 40         |
| レンツブルク – チューリッヒ                     | 1970   | 53         |
| ヴィンタートゥール – ザンクト・ガレン           | 1970   |            |
| ザンクト・ガレン – ライネック                   | 1972   |            |
| チューリッヒ – ヴィンタートゥール               | 1974   |            |
| ベルン＝ビュンプリッツ – ベルン＝ヴァンクドルフ | 1977   |            |
| ローザンヌバイパス                              | 1981   |            |
| ムルテン – ベルン＝ビュンプリッツ               | 1981   |            |
| ローザンヌ – イヴェルドン                       | 1983   |            |
| チューリッヒバイパス                            | 1985   | 12         |
| ザンクト・ガレンバイパス                        | 1987   |            |
| バルドネ – ジュネーヴ                           | 1993   |            |
| イヴェルドン – ムルテン                         | 2001   | 46         |

## 拡張計画

### ヘルキンゲン-ヴィッガータール区間
アーレ川にかかる橋とともに、4車線から6車線に拡張され、2015年に開通した。この区間ではA1とA2が共通の道路を走る。

### ルターバッハ-ヘルキンゲン区間
計画によると2022年から2030年にかけて、ルターバッハとヘルキンゲンの間の区間は6車線に拡張される。ジュラ山脈南麓のこの地域には東西を結ぶ高速道路がA1しかないため、この区画は交通量が非常に多い。したがって、この計画は地域の交通改善の一助になるはずであったが、2019年8月14日には計画地域にすむ農家による反対運動が起きた。そのため、2019年9月現在、約200人の反対派と係争中となっている。

### チューリッヒ地区
チューリッヒ地区はA1の交通量が特に大きい箇所であり、実際にいくつかの区間では交通量のキャパシティを超えてしまっている。前述の通り、過去にはベーレクトンネルが交通過多の地区であった。ビルアージャンクションからリンマタールジャンクションを結ぶトンネルで、A1とA3が共有する区間であったのだが、他の地域では各方面につき3車線が確保されていたのに対し、二本のベーレクトンネルには2車線ずつしか無かったのである（渋滞に対処するための路肩も作られていなかった）。よってベルン方面の車線に新しく3つ目のトンネルを建設し、従来の二つのトンネルをチューリッヒ方面の車線に割り当てることで、このボトルネックは解消された。しかしその後、今度はグブリストトンネル付近が新たな交通過多の地域となってしまった。このトンネルはチューリッヒのバイバス路線として作られたもので、A1とA4で共通するトンネルにもかかわらず、やはり2車線ずつの設計であった。したがって2016年6月6日からチューリッヒ北部のバイパスの拡張工事が行われている。

## 行程
- 計画段階の新規インターチェンジおよびジャンクションは含まれていない。
- 接続路線名の特記がないものはアウトバーンと基幹道路以外。

| アウトバーン 1の行程一覧表 | アウトバーン 1の行程一覧表 | アウトバーン 1の行程一覧表                                                                                           | アウトバーン 1の行程一覧表                            | アウトバーン 1の行程一覧表 |
| IC 番号                    | 施設名                     | 施設名 | 接続路線名                                            | 州                         |
| -------------------------- | -------------------------- | --- | ----------------------------------------------------- | -------------------------- |
| --                         | 国境                       | バルドネ/サン＝ジュリアン＝アン＝ジュヌヴォワ出入国審査検問所 Grenzübergangsstell Bardonnex/Saint-Julien-en-Genevois | シャンベリ方面 E25号線 E62号線                        | ジュネーヴ州               |
| 1                          | ジャンクション             | ペルリー分岐点 Échangeur de Perly                                                                                    | アウトバーン 1a 基幹道路1号線                         | ジュネーヴ州               |
| 2                          | インターチェンジ           | ペルリー Perly | --                                                    | ジュネーヴ州               |
| 3                          | インターチェンジ           | ベルネ Bernex | --                                                    | ジュネーヴ州               |
| 4                          | インターチェンジ           | ヴェルニエ Vernie | --                                                    | ジュネーヴ州               |
| 5                          | インターチェンジ           | メラン Meyrin | --                                                    | ジュネーヴ州               |
| 6                          | インターチェンジ           | ジュネーヴ空港 Genève-Aéroport                                                                                       | --                                                    | ジュネーヴ州               |
| 7                          | インターチェンジ           | ル・グラン＝サコネ/フェルネ Le Grand-Sacconex / Ferney                                                               | --                                                    | ジュネーヴ州               |
| 8                          | インターチェンジ           | ヴェルソワ Versoix                                                                                                   | --                                                    | ジュネーヴ州               |
| 9                          | ジャンクション             | レ・フェンジェロン分岐点 Échangeur Le Vengeron                                                                       | アウトバーン 1a                                       | ジュネーヴ州               |
| 10                         | インターチェンジ           | コペ Coppet | --                                                    | ヴォー州                   |
| 11                         | インターチェンジ           | ニヨン Nyon | --                                                    | ヴォー州                   |
| 12                         | インターチェンジ           | グラン Gland | --                                                    | ヴォー州                   |
| 13                         | インターチェンジ           | ロール Rolle | --                                                    | ヴォー州                   |
| 14                         | インターチェンジ           | オボンヌ Aubonne | --                                                    | ヴォー州                   |
| 15                         | インターチェンジ           | モルジュ＝西 Morges-Ouest                                                                                            | --                                                    | ヴォー州                   |
| 16                         | インターチェンジ           | モルジュ＝東 Morges-Est                                                                                              | --                                                    | ヴォー州                   |
| 17                         | ジャンクション             | エキュブラン分岐点 Échangeur Ecublens                                                                                | アウトバーン 1a E23号線                               | ヴォー州                   |
| 18                         | インターチェンジ           | ローザンヌ＝クリシエ Lausanne-Crissier                                                                               | --                                                    | ヴォー州                   |
| 19                         | ジャンクション             | ヴィラール＝サント＝クロワ分岐点 Échangeur Villars-Ste-Croix                                                         | アウトバーン 9 E62号線                                | ヴォー州                   |
| 20                         | インターチェンジ           | コソネ Cossonay | --                                                    | ヴォー州                   |
| 21                         | インターチェンジ           | ラ・サラ La Sarraz                                                                                                   | --                                                    | ヴォー州                   |
| 22                         | インターチェンジ           | シャヴォルネ Chavornay                                                                                               | --                                                    | ヴォー州                   |
| 23                         | ジャンクション             | エセール＝ピテ分岐点 Échangeur Essert-Pittet                                                                         | アウトバーン 9 E23号線                                | ヴォー州                   |
| 24                         | ジャンクション             | イヴェルドン分岐点 Échangeur Yverdon                                                                                 | アウトバーン 5                                        | ヴォー州                   |
| 25                         | インターチェンジ           | イヴェルドン＝南 Yverdon Sud                                                                                         | 基幹道路5号線                                         | ヴォー州                   |
| 26                         | インターチェンジ           | エスタヴァイエ＝ル＝ラック Estavayer-le-Lac                                                                          | --                                                    | フリブール州               |
| 27                         | インターチェンジ           | パイエルヌ Payerne                                                                                                   | --                                                    | ヴォー州                   |
| 28                         | インターチェンジ           | アヴァンシュ Avenches                                                                                                | --                                                    | ヴォー州                   |
| 29                         | インターチェンジ           | ムルテン Murten | 基幹道路1号線 基幹道路22号線                          | フリブール州               |
| 30                         | インターチェンジ           | カーツァース Kerzers                                                                                                 | --                                                    | フリブール州               |
| 31                         | インターチェンジ           | ミューレベルク Mühleberg                                                                                             | 基幹道路1号線 基幹道路10号線                          | ベルン州                   |
| 32                         | インターチェンジ           | ベルン＝ブルンネン Bern-Brünnen                                                                                      | --                                                    | ベルン州                   |
| 33                         | インターチェンジ           | ベルン＝ベトレヘム Bern-Bethlehem                                                                                    | 基幹道路1号線 基幹道路10号線                          | ベルン州                   |
| 34                         | ジャンクション             | ベルン＝ワイアーマンスハウス分岐点 Verzweigung Bern-Weyermannshaus                                                   | アウトバーン 12 E27号線                               | ベルン州                   |
| 35                         | インターチェンジ           | ベルン＝フォルストハウス Bern-Forsthaus                                                                              | 基幹道路1号線 基幹道路10号線                          | ベルン州                   |
| 36                         | インターチェンジ           | ベルン＝ノイフェルト Bern-Neufeld                                                                                    | --                                                    | ベルン州                   |
| 37                         | ジャンクション             | ベルン＝ヴァンクドルフ分岐点 Verzweigung Bern-Wankdorf                                                               | アウトバーン 6                                        | ベルン州                   |
| 38                         | ジャンクション             | シェーンビュール Schönbühl                                                                                           | アウトバーン 6 E27号線                                | ベルン州                   |
| 39                         | インターチェンジ           | キルヒベルク Kirchberg                                                                                               | 基幹道路1号線 基幹道路23号線                          | ベルン州                   |
| 40                         | インターチェンジ           | クリークシュテッテン Kriegstetten                                                                                    | --                                                    | ゾロトゥルン州             |
| 41                         | ジャンクション             | ルターバッハ分岐点 Verzweigung Luterbach                                                                             | アウトバーン 5                                        | ゾロトゥルン州             |
| 42                         | インターチェンジ           | ヴァンゲン Wangen | 基幹道路22号線                                        | ベルン州                   |
| 43                         | インターチェンジ           | ニーダービップ Niederbipp                                                                                            | --                                                    | ベルン州                   |
| 44                         | インターチェンジ           | オエンジンゲン | --                                                    | ゾロトゥルン州             |
| 45                         | ジャンクション             | ヘルキンゲン分岐点 Verzweigung Härkingen                                                                             | アウトバーン ２ E25号線 E35号線                       | ゾロトゥルン州             |
| 46                         | インターチェンジ           | ロートリスト Rothrist                                                                                                | --                                                    | アールガウ州               |
| 47                         | ジャンクション             | ヴィッガータール分岐点 Verzweigung Wiggertal                                                                         | アウトバーン 2 E35号線                                | アールガウ州               |
| 48                         | インターチェンジ           | オフトリンゲン Oftringen                                                                                             | 基幹道路2号線                                         | アールガウ州               |
| 49                         | インターチェンジ           | アーラウ＝西 Aarau-West                                                                                              | 基幹道路24号線                                        | アールガウ州               |
| 50                         | インターチェンジ           | アーラウ＝東 Aarau-Ost                                                                                               | --                                                    | アールガウ州               |
| 51                         | インターチェンジ           | レンツブルク Lenzburg                                                                                                | --                                                    | アールガウ州               |
| 52                         | インターチェンジ           | メーゲンヴィル Mägenwil                                                                                              | --                                                    | アールガウ州               |
| 53                         | ジャンクション             | ビルアー分岐点 Verzweigung Birrfeld                                                                                  | アウトバーン 3 E60号線                                | アールガウ州               |
| 54                         | インターチェンジ           | バーデン＝西 Baden-West                                                                                              | --                                                    | アールガウ州               |
| 55                         | インターチェンジ           | ノイェンホーフ Neuenhof                                                                                              | 基幹道路3号線                                         | アールガウ州               |
| 56                         | インターチェンジ           | ヴェッティンゲン＝東 Wettingen-Ost                                                                                   | --                                                    | アールガウ州               |
| 57                         | インターチェンジ           | シュプライテンバハ Spreitenbach                                                                                      | --                                                    | アールガウ州               |
| 58                         | インターチェンジ           | ディーティコン Dietikon                                                                                              | --                                                    | チューリッヒ州             |
| 59                         | ジャンクション             | リンマタール交差点 Autobahnkreuz Limmattal                                                                           | アウトバーン 1H アウトバーン 3 アウトバーン 4 E41号線 | チューリッヒ州             |
| 60                         | インターチェンジ           | ヴァイニンゲン Weiningen                                                                                             | --                                                    | チューリッヒ州             |
| 61                         | インターチェンジ           | チューリッヒ＝アフォルテン Zürich-Affoltern                                                                          | 基幹道路17号線                                        | チューリッヒ州             |
| 62                         | インターチェンジ           | チューリッヒ＝ゼーバッハ Zürich-Seebach                                                                              | --                                                    | チューリッヒ州             |
| 63                         | ジャンクション             | チューリッヒ＝北 Zürich-Nord                                                                                         | アウトバーン 51                                       | チューリッヒ州             |
| 64                         | ジャンクション             | チューリッヒ＝東 Verzweigung Zürich-Ost                                                                              | アウトバーン 1L                                       | チューリッヒ州             |
| 65                         | インターチェンジ           | ヴァリゼレン Wallisellen                                                                                             | --                                                    | チューリッヒ州             |
| 66                         | ジャンクション             | ブリュッティーゼレン分岐点 Verzweigung Brüttisellen                                                                  | アウトバーン 15 基幹道路1号線                         | チューリッヒ州             |
| 67                         | インターチェンジ           | エフレティコン Effretikon                                                                                            | --                                                    | チューリッヒ州             |
| 68                         | インターチェンジ           | ヴィンタートゥール＝テス Winterthur-Töss                                                                             | 基幹道路1号線                                         | チューリッヒ州             |
| 69                         | インターチェンジ           | ヴィンタートゥール＝ヴュルフリンゲン Winterthur-Wülflingen                                                           | 基幹道路7号線                                         | チューリッヒ州             |
| 70                         | ジャンクション             | ヴィンタートゥール＝北分岐点 Verzweigung Winterthur-Nord                                                             | アウトバーン 4 E41号線                                | チューリッヒ州             |
| 71                         | インターチェンジ           | ヴィンタートゥール＝オーリンゲン Winterthur-Töss                                                                     | 基幹道路15号線                                        | チューリッヒ州             |
| 72                         | インターチェンジ           | オーバーヴィンタートゥール Oberwinterthur                                                                            | 基幹道路1号線                                         | チューリッヒ州             |
| 73                         | ジャンクション             | ヴィンタートゥール＝東分岐点 Verzweigung Winterthur Ost                                                              | アウトバーン 7                                        | チューリッヒ州             |
| 74                         | インターチェンジ           | アッティコン Attikon                                                                                                 | --                                                    | チューリッヒ州             |
| 75                         | インターチェンジ           | マッツィンゲン Matzingen                                                                                             | --                                                    | トゥールガウ州             |
| 76                         | インターチェンジ           | ミュンヒヴィーレン Münchwilen                                                                                        | --                                                    | トゥールガウ州             |
| 77                         | インターチェンジ           | ヴィル Wil | 基幹道路16号線                                        | ザンクト・ガレン州         |
| 78                         | インターチェンジ           | オーバービューレン＝ウツヴィル Oberbüren-Uzwil                                                                       | 基幹道路7号線                                         | ザンクト・ガレン州         |
| 79                         | インターチェンジ           | ゴッサウ Gossau | --                                                    | ザンクト・ガレン州         |
| 80                         | インターチェンジ           | ザンクト・ガレン＝ヴィンケルン St. Gallen-Winkeln                                                                    | 基幹道路7号線 基幹道路8号線                           | ザンクト・ガレン州         |
| 81                         | インターチェンジ           | ザンクト・ガレン＝クロイツブライヒェ St. Gallen-Kreuzbleiche                                                         | --                                                    | ザンクト・ガレン州         |
| 82                         | インターチェンジ           | ザンクト・ガレン＝ザンクト・フィデン St. Gallen-St. Fiden                                                            | --                                                    | ザンクト・ガレン州         |
| 83                         | インターチェンジ           | ザンクト・ガレン＝ノイドルフ St. Gallen-Neudolf                                                                      | --                                                    | ザンクト・ガレン州         |
| 84                         | ジャンクション             | メッゲンフス分岐点 Verzweigung Meggenhus                                                                             | アウトバーン 1.1                                      | ザンクト・ガレン州         |
| 85                         | インターチェンジ           | ライネック Rheineckn                                                                                                 | 基幹道路7号線 基幹道路13号線                          | ザンクト・ガレン州         |
| 86                         | インターチェンジ           | ザンクト・マルグレーテン St. Margrethen                                                                              | E43号線 E60号線                                       | ザンクト・ガレン州         |
| --                         | --                         | -- | アウトバーン 13 E43号線                               | ザンクト・ガレン州         |